# Omanbukten

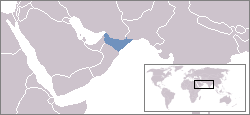
Omanbukten.

Omanbukten eller Omanviken, på arabiska خليج عمان, translittererat Khalyj 'Oman, på persiska دریای عمان, är den omkring 550 kilometer långa och vid mynningen 325 kilometer breda vik av Arabiska havet som ligger mellan Iran i norr och Oman i syd (även kort Förenade arabemiraten i nordväst) och som via Hormuzsundet övergår i Persiska viken.